# روزي بانستر
روزي بانستر (بالإنجليزية: Rosie Bannister)‏ هي ممثلة بريطانية، ولدت في 9 يونيو 1937 في لندن في المملكة المتحدة.

## وصلات خارجية
- روزي بانستر على موقع IMDb (الإنجليزية)